# Caveat emptor

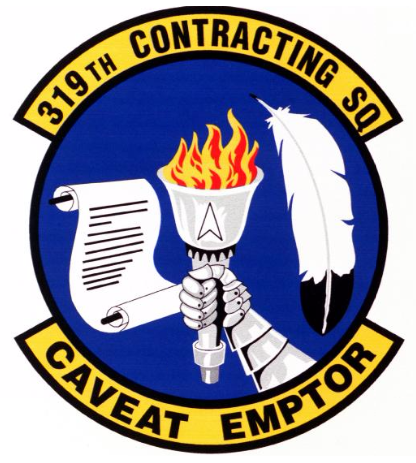
Emblema do 319º Esquadrão Contratante da Força Aérea dos EUA. Aprovado em 22 de agosto de 1996. Lema: Caveat Emptor (latim) "Deixe o comprador tomar cuidado".

Caveat emptor é uma expressão em língua latina que significa, literalmente, "(tome) cuidado, comprador". Em uma tradução livre, significa "o risco é do comprador".
Ao colocar à venda um produto sob as regras do caveat emptor, o vendedor diz que não garante a qualidade ou procedência do produto. Cabe ao comprador avaliar a situação do bem e entender que defeitos ocultos não serão reembolsados. Esse tipo de venda é comum em leilões de carros, onde não é possível fazer um test drive ou uma revisão prévia do automóvel. Compra-se o que se vê. Qualquer defeito que o carro tiver, faz parte do pacote. Cabe ao consumidor munir-se de informações e cuidados para tomar a decisão de compra, não recaindo sobre o ofertante responsabilidades maiores, além de atuar dentro dos limites da lei.

## Caveat emptorversuscaveat venditor
A situação oposta ao caveat emptor é o caveat venditor. Neste caso, o vendedor do produto deve dar a garantia de que, se o produto estiver danificado ou tenha procedência duvidosa, será trocado por um novo - ou o dinheiro pago será devolvido pelo vendedor. Entretanto, o vendedor pode estabelecer limites à garantia, desde que tais limites sejam previamente informados ao comprador. Esse tipo de situação impera nas relações de consumo no Brasil, desde a vigência do Código de Defesa do Consumidor.